# 瓦胡島腔吻鱈
瓦胡島腔吻鱈，為輻鰭魚綱鱈形目鼠尾鱈科的其中一種，分布於中東太平洋夏威夷海域，深度523-867公尺，體長可達32.7公分，屬深海底棲性魚類，棲息在底中層水域，生活習性不明。